# Rhinolophus hilli
Rhinolophus hilli (лат.) — млекопитающее из рода подковоносы (Rhinolophus) семейства подковоносые (Rhinolophidae). Крайне редкий вид, встречающийся исключительно в Руанде. Вид был вновь обнаружен спустя 40 лет лишь в 2019 году.

## Описание
Все измерения вида основаны на единственном экземпляре — голотипе. Голова и тело длиной 62,7 мм, хвост — 29,3 мм. Длина предплечья составляет 54,2—54,3 мм, уши средней величины достигают длины 28,7 мм. Мех тёмно-коричневый как сверху, так и снизу тела. Крылья и межкрыльная мембрана окрашены в тёмно-серый цвет. Уши содержат девять складок. Носовая пластинка состоит из треугольной ланцетовидной формы, заметно превышающей седлообразное образование. Второй премоляр очень маленький и прилегающий к губе. Первый коренной зуб и четвертый премоляр почти соприкасаются. Третий премоляр смещён в сторону губы. Второй и четвёртый премоляры не касаются друг друга.

## Распространение и угроза исчезновения
Вид был обнаружен всего три раза в юго-западной части Руанды, в лесу Нюнге. Вид эндемичен для Руанды. Последний раз его наблюдали в 2019 году после примерно 40-летнего отсутствия регистрации. Исследовательской группе потребовалось три года, чтобы точно определить вид. Ареал чрезвычайно ограничен, расстояние между местами находок составляет всего 8 км. Вероятно, площадь ареала меньше 10 км². В соседних районах леса Нюнге этот вид обнаружить не удалось. Международный союз охраны природы классифицирует вид как находящийся под угрозой исчезновения («Critically Endangered») ввиду ограниченного ареала и ухудшения среды обитания вследствие вырубки лесов.

## Образ жизни
Обитает в тропических горных дождевых лесах на высоте около 2300 метров над уровнем моря. Места проживания находятся в пещерах.

## Систематика
Голотип был собран У. Гепелем 25 августа 1964 года в лесу Нюнге близ Увинка. Первая научная классификация вида выполнена Вилле Алленом в 1973 году. Первоначально Rhinolophus hilli считалась подвидом R. maclaudii, позже её относили к виду R. ruwenzorii. Однако морфологические различия привели к выделению её в отдельный вид.